# St. Barbara (Płośnica)
Die St.-Barbara-Kirche in Płośnica stammt in ihrem Fundamenten aus der Ordenszeit im 14. Jahrhundert. Bis 1945 war sie Gotteshaus für das evangelische Kirchspiel Heinrichsdorf im ostpreußischen Kreis Neidenburg. Heute ist sie römisch-katholische Pfarrkirche in der polnischen Woiwodschaft Ermland-Masuren.

## Geographische Lage
Płośnica liegt im Südwesten der Woiwodschaft Ermland-Masuren an einer Nebenstraße, die von Burkat (Borchersdorf) an der Woiwodschaftsstraße 542 nach Wielki Łęck (Groß Lensk) an der Woiwodschaftsstraße 544 führt. Die nächste Bahnstation ist Gralewo (Grallau) an der Bahnstrecke Danzig–Warschau.
Der Standort der Kirche befindet sich im nördlichen Dorfbereich an der ulica Kościelna.

## Kirchengebäude
Die Kirche in Heinrichsdorf bestand schon zur Ordenszeit. In den Jahren 1404, 1407 und 1409 ist sie im Marienburger Tresslerbuch genannt. Während des Schwedischen Kriegs (1630–1635) wurde das Gebäude stark beschädigt und wurde anlässlich einer Kirchenvisitation im Jahre 1666 als stark verfallen befunden: war das Mauerwerk zwar noch gut, so war das Dach total beschädigt, der Fußboden vom Regen verfault und der Turm abgerissen. Erst 1729 konnte die Kirche wiederhergestellt werden.
Es handelt sich bei dem Bauwerk um einen chorlosen Ziegelbau. Der Turm an der Westseite fällt durch seine eigentümliche Bauweise auf: das Untergeschoss auf Feldstein besteht aus Fachwerk, während das Obergeschoss als zurückgesetzter Bau aus Holz mit Helm errichtet wurde. 1766/67 waren wiederum umfangreiche Renovierungsarbeiten notwendig, die von Kreisbaumeister Theophilus Haasenberg ausgeführt wurden.
1839 war der Bauzustand der Kirche erneut sehr marode. Auf polizeiliche Anordnung hin musste sie 1848 sogar geschlossen werden, weil ein Giebel einzustürzen drohte. 1853 endlich fand eine Restaurierung unter Zimmermeister Chmielenski aus Gilgenburg (polnisch Dąbrówno) statt. 1854 konnte die Kirche wieder eingeweiht werden.
Im Ersten Weltkrieg wurde der Turm durch Granatenbeschluss beschädigt, und 1916 abgebrochen. In alter Form wurde er dann wieder aufgebaut.
Der Innenraum hat eine gewölbte Holzdecke. Der Kanzelaltar war aus Teilen, die auf das 17. und 18. Jahrhundert zurückgingen, zusammengesetzt. Das Altar, aus Ziegel gemauert, hatte in seinem Aufsatz mehrere holzgeschnitzte Apostelfiguren in betender Haltung. Die hölzerne Kanzel war ohne jegliche Verzierung.
Die Orgel wurde 1768 von der Werkstatt Scheffler in Usdau (polnisch Uzdowo) gefertigt. Die Glocken wurden 1717 und 1811 gegossen.
Unter der Kirche befand sich eine Gruft, vermutlich die Begräbnisstätte der Gutsherren des Dorfes Grodtken (polnisch Gródki), die die Heinrichsdorfer Kirche oft mit besonderen Zuwendungen bedacht haben.
In der Zeit nach 1945 wurde das Gotteshaus von der römisch-katholischen Kirche übernommen. Das hatte zur Folge, dass bauliche Veränderungen zwecks Anpassung an die veränderten liturgischen Bräuche vorgenommen werden mussten. Die Kirche ist jetzt der Hl. Barbara gewidmet.

## Kirchengemeinde
Bereits in vorreformatorischer Zeit gab es in Heinrichsdorf eine Kirche. Sie übernahm mit der Reformation das evangelische Bekenntnis.

### Evangelisch

#### Kirchengeschichte
Die Kirche in Heinrichsdorf war ursprünglich königlichen Patronats. Ihr war bis 1902 die adligen Patronats unterstehende Filialkirche Groß Koschlau (polnisch Koszelewy) zugeordnet, die vorher an die Kirche Sczuplienen (polnisch Szczupliny) angegliedert war. Nach 1727 gehörte auch das adlige Grodtken (polnisch Gródki) hierher, dessen Kirche jedoch 1739 einging.
Die Kirche Heinrichsdorf gehörte bis 1909 zum Kirchenkreis Neidenburg (polnisch Nidzica) in der Kirchenprovinz Ostpreußen der Kirche der Altpreußischen Union. Ab dem 1. Januar 1910 war sie in den n eu gebildeten Kirchenkreis Soldau (polnisch Działdowo) eingegliedert, in dem die später dem Soldauer Gebiet zugeordneten Gemeinden zusammengeschlossen waren. 1920 wurde eben dieses Gebiet gemäß dem Versailler Vertrag an Polen abgetreten. Das dann „Płośnica“ genannte Dorf kam zur Diözese Działdowo (Soldau) der Unierten Evangelischen Kirche in Polen und nach 1939 zurück an den Kirchenkreis Neidenburg.
Flucht und Vertreibung der einheimischen Bevölkerung in den Jahren nach 1945 setzten dem Leben der evangelischen Gemeinde in Heinrichsdorf resp. Płośnica ein Ende. In dem Dorf entstand eine römisch-katholische Gemeinde, die das Gotteshaus für sich reklamierte. Heute in Płośnica lebende evangelische Einwohner gehören zur Pfarrei der Erlöserkirche Działdowo mit der Filialkirche Lidzbark (Lautenburg). Sie ist in die Diözese Masuren der Evangelisch-Augsburgischen Kirche in Polen eingegliedert.

#### Kirchspielorte
Zum Kirchspiel Heinrichsdorf gehörten bis 1945 zehn Dörfer bzw. Ortschaften:
| Deutscher Name | Polnischer Name |  | Deutscher Name | Polnischer Name |
| -------------- | --------------- |  | -------------- | --------------- |
| Grodtken       | Gródki          |  | Klein Tauersee | Turza Mała      |
| Groß Lensk     | Wielki Łęck     |  | Priom          | Prioma          |
| Groß Przellenk | Przełęk         |  | Rutkowice      | Ruttkowitz      |
| Heinrichsdorf  | Płośnica        |  | Schreibersdorf | Prętki          |
| Klein Lensk    | Mały Łęck       |  | Wessolowo      | Wesołowo        |

#### Pfarrer
An der Kirche Heinrichsdorf amtierten als evangelische Geistliche:
- Martin Zupla, 1572–1589
- Jacob Rutkowski, 1599–1610
- Andreas Cassobowius, 1610
- Georg Nebe, bis 1618
- Adam Rasick, 1612/1628
- Michael Marschall, bis 1630
- Andreas Falcovius, 1656/1666
- Georg Hofmann, bis 1671
- Martin Cholevius, 1688/1697
- Christoph Hoffmann, 1688–1690
- Christoph Rogaczki, 1690–1708
- Jacob Wreda, 1708–1725
- Christian Kelch, 1725–1737
- Michael David, 1738–1747
- Johann Friedrich Knisius, 1748–1776
- Christian Bock, 1776–1789
- Johann Simon Bolck, 1790–1815
- Karl Fr. Michael Marquardt, 1816–1826
- Friedrich Ludwig Otto Johne, 1827
- Ludwig Wilhelm von Gizycki, 1830–1837
- Heinrich Adolf Hensel, 1837–1853
- Carl Leipolz, 1854–1875
- Johann Julius Gottlieb Rimarski, 1875–1876
- Johann Julius Ignée, 1878–1881
- Hermann Hoffmann[9], 1882–1906
- Reinhold Hugo Wilhelm Link, 1907–1918
- Walter Skierlo, 1919–1939
- Erich Pfeiffer, 1939–1940
- Johannes Gottfried Urban, 1942–1945

### Römisch-katholisch

#### Kirchengeschichte
Vor 1945 waren die römisch-katholischen Kirchenglieder in Heinrichsdorf resp. Płośnica der Pfarrgemeinde in Groß Lensk (polnisch Wielki Łęck) zugeordnet. Nach 1945 entstand in dem Dorf eine eigene Gemeinde, die am 1. September 1948 die bisher evangelische Kirche übernahm und sie der Hl. Barbara widmete. Am 19. November 1949 schließlich errichtete das Bistum Kulm hier eine eigene Pfarrei. Als 1992 das Bistum Toruń (Thorn) gegründet wurde, kam Płośnica in seinen Bezirk. Heute ist sie diesem im Dekanat Lidzbark Welski (Lautenburg) in der Region Brodnica (Strasburg in Westpreußen) zugeordnet.

#### Pfarreiorte
Zur Pfarrei Płośnica gehören vier Dörfer:
| Polnischer Name | Deutscher Name |  | Polnischer Name | Deutscher Name |
| --------------- | -------------- |  | --------------- | -------------- |
| Płośnica        | Heinrichsdorf  |  | Rutkowice       | Ruttkowitz     |
| Prioma          | Priom          |  | Turza Mała      | Klein Tauersee |